# Philipp Max
Philipp Max (ur. 30 września 1993 w Viersen) – niemiecki piłkarz grający na pozycji  obrońcy w greckim klubie Panathinaikos AO, do którego dołączył w 2024 roku.

## Życiorys

### Kariera klubowa
W czasach juniorskich trenował w SC Baldham, TSV 1860 Monachium, Bayernie Monachium i FC Schalke 04. W 2012 roku dołączył do drużyny rezerw tego ostatniego. Pod koniec sezonu 2013/2014 zadebiutował w Bundeslidze w barwach pierwszego zespołu. Miało to miejsce 25 marca 2014 w zremisowanym 0:0 meczu z Borussią Dortmund. Zagrał w nim od 90. minuty, zmieniając Juliana Draxlera.
1 lipca 2014 został piłkarzem Karlsruher SC. Kwota transferu wyniosła około 750 tysięcy euro. W sezonie 2014/2015 zagrał w 23 meczach w 2. Bundeslidze. 4 sierpnia 2015 został sprzedany za 3,8 miliona euro do FC Augsburg. 2 września 2020 odszedł za 8 milionów euro do holenderskiego PSV Eindhoven.

### Kariera reprezentacyjna
W 2016 roku został powołany do kadry do lat 23 na Igrzyska Olimpijskie w Rio de Janeiro. Wraz z nią świętował zdobycie srebrnego medalu olimpijskiego po porażce w finale z Brazylią.

### Życie prywatne
Jest synem Martina Maxa, piłkarza polskiego pochodzenia.